# Kocurany
Kocurany este o comună slovacă, aflată în districtul Prievidza din regiunea Trenčín. Localitatea se află la altitudinea de 300 m deasupra n.m., se întinde pe o suprafață de 4,17 km2 și în 2017 număra 516 locuitori.

## Istoric
Localitatea Kocurany este atestată documentar din 1113.

## Demografie
| An:                | 1994 | 2004    | 2014    | 2024   |
| ------------------ | ---- | ------- | ------- | ------ |
| Număr de persoane: | 333  | 402     | 512     | 528    |
| Diferență:         |      | +20,72% | +27,36% | +3,12% |

| An:                | 2023 | 2024   |
| ------------------ | ---- | ------ |
| Număr de persoane: | 535  | 528    |
| Diferență:         |      | −1,30% |